# Bellecius Péter
Bellecius Péter (Belleczi Péter) (Pozsony, 1602 – Pozsony, 1649. május 10.) bölcsészdoktor, jezsuita rendi pap, kollgéiumi rektor.

## Élete
Nemesi családból származott, középiskoláit végezvén, 1618-ban a jezsuita rendbe lépett és előbb nehány évig az alsóbb osztályokban oktatta az ifjuságot; azután mint hitszónok bejárta Magyarországot és Erdélyt, 1634-ben a győri kollégiumnak lett az első rektora. Része volt a templom fölépíttetésében, megalapította benne a Nagyboldogasszony Kongregációt, mely 1773-ig élte virágkorát. 1637-ben Nagyszombatban magyar hitoktató és hitszónok; 1640 és 1644 között pedig ugyanott egyetemi rektor volt. Megalapította a Szűz Mária a haldoklok és halottak Pátrónája társaságot, mely széles körben elterjedt. Josaphat és Barlaam című iskola-drámáját előadták 1631-ben Nagyszombatban, 1665-ben Zágrábban, 1745-ben Szakolcán, 1761-ben Budán, 1764-ben Kassán.

## Munkái
Nyomtatásban nehány munkája jelent meg, többi közt a nagyszombati rendház története, mint ezt a szerzet naplói bizonyítják; jóllehet azok címe-, megjelenési helye- és idejéről nem nyerünk fölvilágosítást.